# Felsőpróna
Felsőpróna (1899-ig Majzel, szlovákul Vyšehradné, németül Maysel / Beneschau) Németpróna településrésze, korábban önálló falu Szlovákiában, a Trencséni kerületben, a Privigyei járásban.

## Fekvése
Privigyétőltól 13 km-re északra, Németpróna központjától kb. 3 km-re északkeletre fekszik.

## Története
A neolitikum időszakától a lengyeli kultúra népe lakta ezt a vidéket. Késő lengyeli kultúrához tartozó csontvázas temetkezéseket tártak fel Felsőpróna vidékén. A kora bronzkorból szekerceleletet találtak. A középső bronzkorban a lausitzi kultúra települése és földvára állt a Felsőpróna feletti Vyšehrad hegyen. A kultúra népe egészen a vaskorig uralta ezt a területet. 1970-1978 között Vyšehrad hegyén 829 m magasságban hatalmas bronzkori földvárat tártak fel. A hallstatt és a latén korból is ismertek leletek. Az i. e. 3. század közepétől kelta, majd germán törzsek jelentek meg itt. Vyšehrad hegyén kelta-dák és a puhói kultúrához tartozó leletek kerültek elő. A kora középkorban szláv törzsek jelentek meg a területen. A Vyšehrad hegyen álló erődítés a Nagymorva Birodalom idején is használatban volt.
A 18. század végén Vályi András így ír róla: „MAJZEL. Tót falu Nyitra Várm. földes Ura Bossányi Uraság, lakosai katolikusok, fekszik Német Pronának szomszédságában, és annak filiája, réttye jó, fája, legelője elég, malma helyben, piatzozása Német Prónán.”
Fényes Elek 1851-ben kiadott geográfiai szótárában így ír a faluról: „Majzel, német falu, Nyitra vmegyében, N. Pronához 1 óra: 428 kath. lak. F. u. Bosányi csal. Ut. posta Privigye.”
Borovszky Samu monográfiasorozatának Nyitra vármegyét tárgyaló része szerint: „Majzel, a Zsjár-hegység, Visegrád-hegye alatt fekvő tiszta német falu, Német-Próna mellett, 399 r. kath. vallásu lakossal. Postája Német-Próna, táviró- és vasúti állomása Privigye. Földesura 1419-ben a Bossányi-család volt.”
1910-ben 429, túlnyomórészt német lakosa volt. A trianoni diktátumig Nyitra vármegye Privigyei járásához tartozott.
1960-ban csatolták Németprónához.

## Nevezetességei
A település felett 829 m magasan állnak Vyšehrad várának maradványai. A vár a bronzkortól a Felső Nyitravidék egyik legjelentősebb erőssége volt.

## Lásd még
- Németpróna
- Nyitraszalka